# Roberts (Idaho)
Roberts es una ciudad ubicada en el condado de Jefferson en el estado estadounidense de Idaho. En el Censo de 2010 tenía una población de 580 habitantes y una densidad poblacional de 727,08 personas por km².

## Geografía
Roberts se encuentra ubicada en las coordenadas 43°43′16″N 112°7′44″O / 43.72111, -112.12889. Según la Oficina del Censo de los Estados Unidos, Roberts tiene una superficie total de 0.8 km², de la cual 0.78 km² corresponden a tierra firme y (1.62%) 0.01 km² es agua.

## Demografía
Según el censo de 2010, había 580 personas residiendo en Roberts. La densidad de población era de 727,08 hab./km². De los 580 habitantes, Roberts estaba compuesto por el 62.59% blancos, el 0.52% eran afroamericanos, el 1.03% eran amerindios, el 1.21% eran asiáticos, el 0% eran isleños del Pacífico, el 31.55% eran de otras razas y el 3.1% pertenecían a dos o más razas. Del total de la población el 52.41% eran hispanos o latinos de cualquier raza.